# スター947
Star 947 (94.7 FM) は、トリニダード・トバゴのポートオブスペインで放送しているラジオ局。トリニダ―ド・トバゴ・ラジオ・ネットワーク (TTRN)  のメンバーであり、2010年から放送を行っている。

## ニュス
平日にニュースフィ―ドの速報を通じてニュ―スを提供する。96.1WEFMと107.7 Music For Lifeと共に、短いニュースの概要が日中約30分ごとに放送される。
| 平日     |
| -------- |
| 6:30 AM  |
| 7:30 AM  |
| 8:30 AM  |
| 9:30 AM  |
| 10:30 AM |
| 11:30 AM |
| 12:30 PM |
| 1:30 PM  |
| 2:30 PM  |
| 3:30 PM  |
| 4:30 PM  |
| 5:30 PM  |
| 6:30 PM  |